# Kommandcore
KommandCore ( (рус.) коммандкор) — SaaS сервис для гибкого управления проектами, коммуникациями и совместной реализации проектов; система управления проектами. Предназначен для частных лиц, малого и среднего бизнеса.
Веб-сервис позволяет включать в реализацию проекта неограниченное число участников, распределять задачи, настраивать информационные потоки по проекту. Приложение предоставляет внутренний и пересекающийся функциональность для управления, коммуникаций и совместной деятельности.

## Философия разработки
Идеология сервиса основана на горизонтальных коммуникациях и гибком управлении людьми. Особый акцент уделяется возможностям работы с большими потоками информации.
Принципы, заложенные в основу разработки веб-приложения:
- все инструменты, их возможности, функции, алгоритмы работы с информацией могут интегрироваться только в рамках общей идеологии. Это объясняется тем, что инструменты управления могут быть эффективными, только будучи объединены в целостную взаимосвязанную систему[1];
- сервис не должен усложнять работу человека в рамках участия в реализации проекта или его управлении[1];
- эффективность управления и управленческого функционала, заложенного в сервисе, напрямую зависит от управленческих навыков людей. А сервис может принимать любую форму в зависимости от этих навыков[1].

## Критика

### Недостатки
- отсутствует возможность интеграции между аккаунтами.
- слабая функциональность для управления контактами.
- отсутствие привязки задач и событий к графику (Gantt chart).
- слабая связь между рабочим пространством планирования (макро-уровень) и текущей подробной деятельностью по проекту (микро-уровень).
- отсутствие бесплатного тарифа.

### Преимущества
- облегченные мобильные версии под Android, iPad и iPhone.
- возможность контроля задач посредством электронной почты.
- соответствие ценовой политики с возможностями целевой аудитории (малый бизнес), отсутствие привязки месячной стоимости сервиса от количества заводимых проектов и приглашаемых участников, и неурезанная функциональность.